# Lecane stichoclysta
Lecane stichoclysta är en hjuldjursart som beskrevs av Segers 1993. Lecane stichoclysta ingår i släktet Lecane och familjen Lecanidae. Inga underarter finns listade i Catalogue of Life.